# Águas de Chapecó
Águas de Chapecó este un oraș în Santa Catarina (SC), Brazilia. 